# Scleroderma leptopodium
Scleroderma leptopodium är en svampart som beskrevs av Pat. & Har. 1908. Scleroderma leptopodium ingår i släktet Scleroderma och familjen rottryfflar.   Inga underarter finns listade i Catalogue of Life.